# ディエゴ・シュワルツマン
- ディエゴ・シュウォーツマン

ディエゴ・セバスティアン・シュワルツマン（Diego Sebastián Schwartzman, 1992年8月16日 - ）は、アルゼンチン・ブエノスアイレス出身の元男子プロテニス選手。ATPツアーではシングルスで4勝を挙げた。ATPランキング自己最高位はシングルス8位、ダブルス39位。右利き、バックハンド・ストロークは両手打ち。「シュウォーツマン」表記も見られる。

## 生い立ち
シュワルツマンはユダヤ人であり、父のリカルドと母のシルヴァーナとの間にアルゼンチンのブエノスアイレスで生まれた。
祖父はユダヤ人であり、ホロコーストによりポーランドの強制収容所に鉄道で移送されて、収容されていたが、車両連結器を駆使して脱走することに成功。家族を引き連れてドイツからアルゼンチンへ船で移住した。
7歳からテニスを始める。当時は迫害されたユダヤ人がクラブに入会できなかったため、市がブエノスアイレスにユダヤ人のために設立したテニスクラブで練習をしていた。

## 選手経歴

### 2010年 フューチャーズ初優勝
2010年にプロ転向。フューチャーズなどで優勝し、戦績を挙げる。

### 2013年 トップ150入り
2013年には全豪オープンの予選にも出場し、本格的にツアーを巡ることになる。年間最終ランキングは117位。

### 2014年 トップ100入り
2014年はATPチャレンジャーツアー・ファイナルで優勝するなどATPチャレンジャーツアーで5勝を挙げたことでトップ100入りを果たした。年間最終ランキングは61位。

### 2015年 デビス杯ベスト4

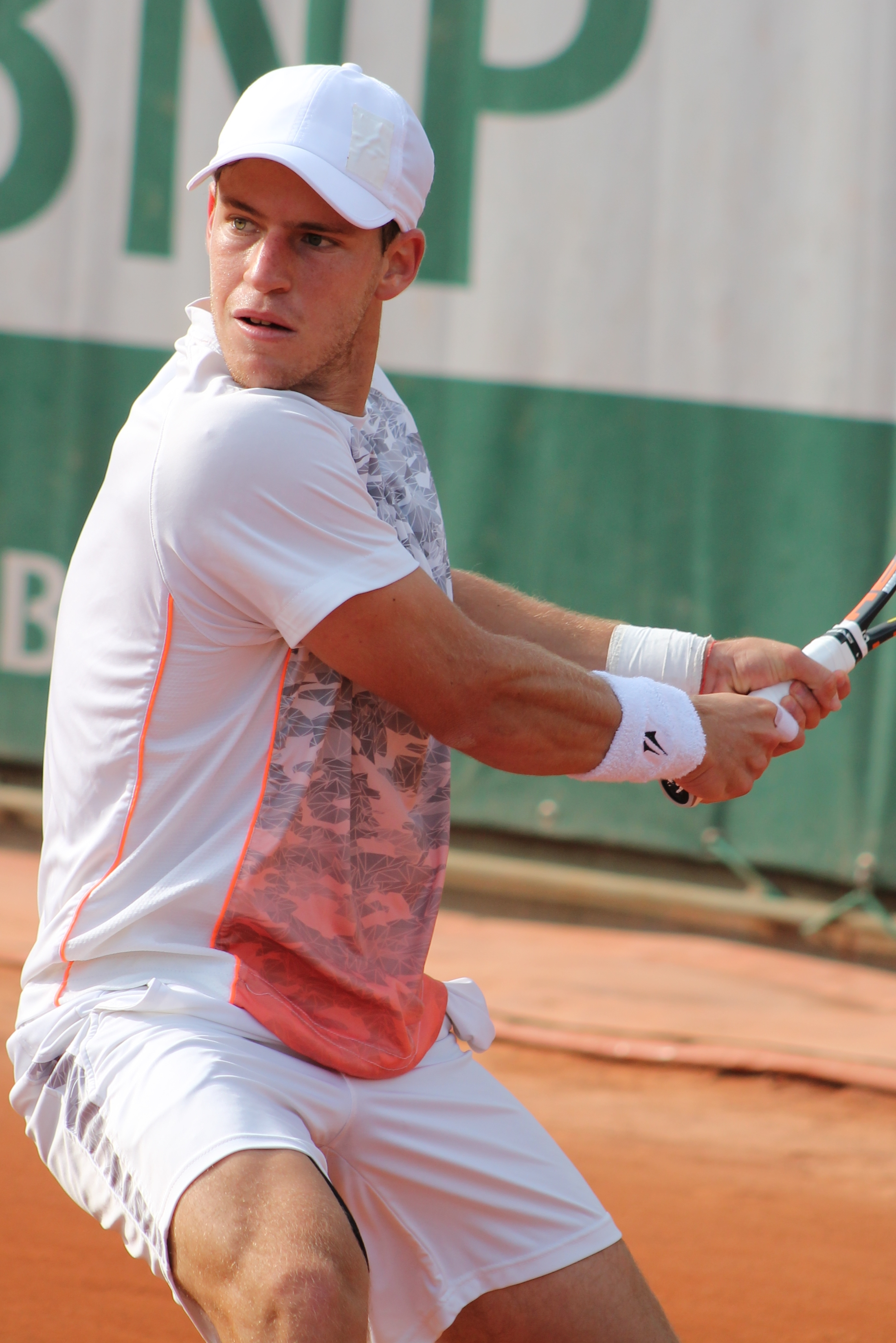
2015年全仏オープンでのディエゴ・シュワルツマン

イスタンブール・オープンで準優勝まで進出したが、ロジャー・フェデラーに敗れた。デビスカップではアルゼンチン代表として参戦し、準決勝まで進出を果たした。年間最終ランキングは88位。

### 2016年 ツアー初優勝
4月のイスタンブール・オープンでは決勝でグリゴール・ディミトロフを6–7(5), 7–6(4), 6–0で破り、ツアー初優勝を果たした。10月のヨーロピアン・オープンでは準決勝で地元ベルギーのダビド・ゴファンに勝利し2度目の決勝進出。決勝でリシャール・ガスケに6-7(4), 1-6で敗れた。年間最終ランキングは52位。

### 2017年 全米ベスト8 トップ50入り
4月のモンテカルロ・マスターズでベスト8進出。準々決勝でラファエル・ナダルに4-6, 4-6で敗れた。全仏オープンでは初めて3回戦進出し、第2シードのノバク・ジョコビッチに敗れたものの2セットを奪う善戦を見せた。8月のロジャース・カップは2回戦で第3シードのドミニク・ティームに勝利し、トップ10選手から初勝利を挙げ、マスターズ1000で2度目のベスト8進出。

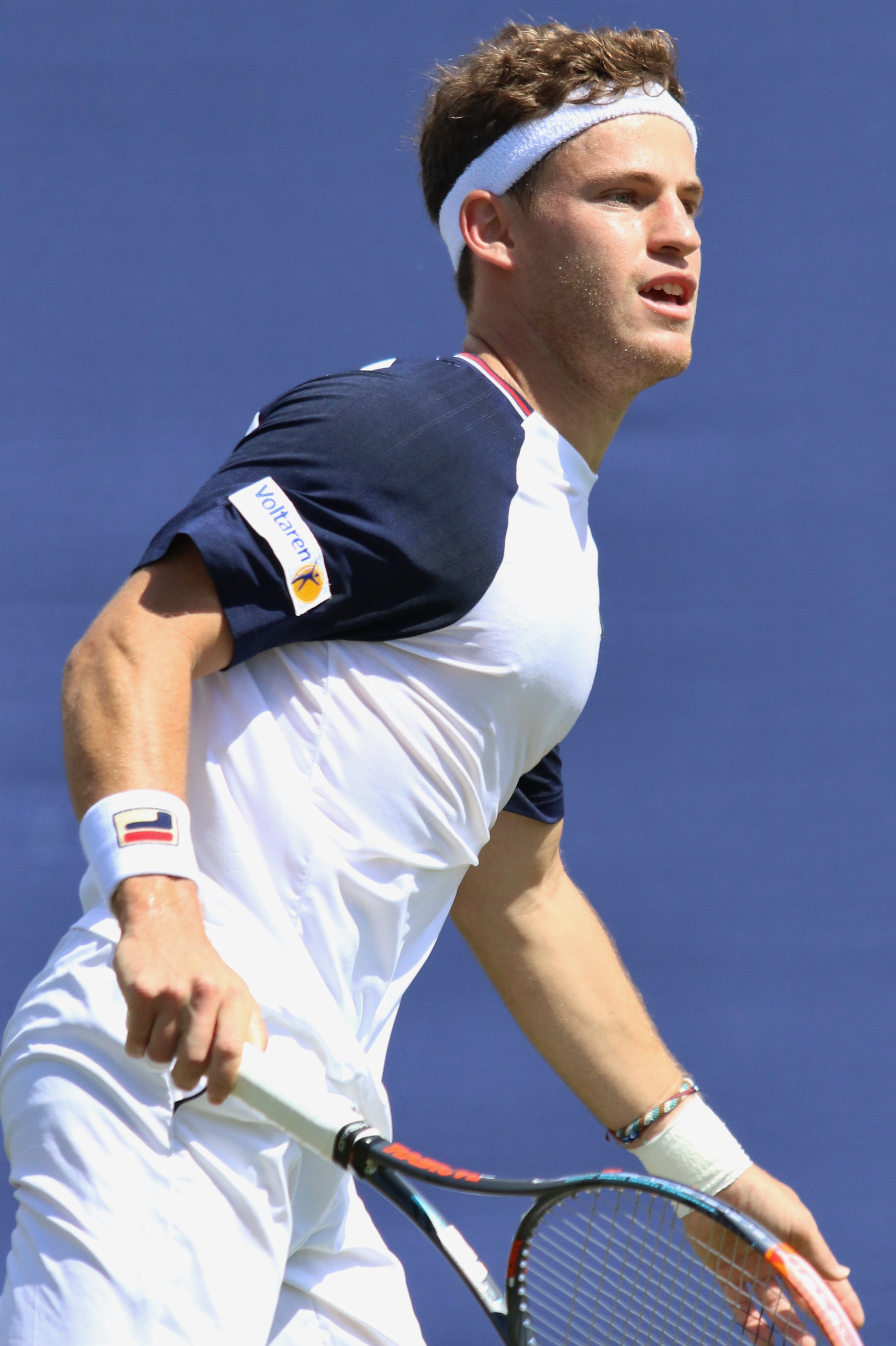
2017年イーストボーン国際でのディエゴ・シュワルツマン

第29シードで出場した全米オープンでは3回戦で第5シードのマリン・チリッチ、4回戦で第16シードのリュカ・プイユに勝利し、グランドスラムで自身初のベスト8進出を果たす。準々決勝で第12シードのパブロ・カレーニョ・ブスタに4-6, 4-6, 2-6で敗れた。10月のヨーロピアン・オープンでは2年連続で決勝進出するも、ジョー＝ウィルフリード・ツォンガに3-6, 5-7で敗れて2年連続の準優勝となった。年間最終ランキングは26位。

### 2018年 全仏ベスト8 トップ15入り

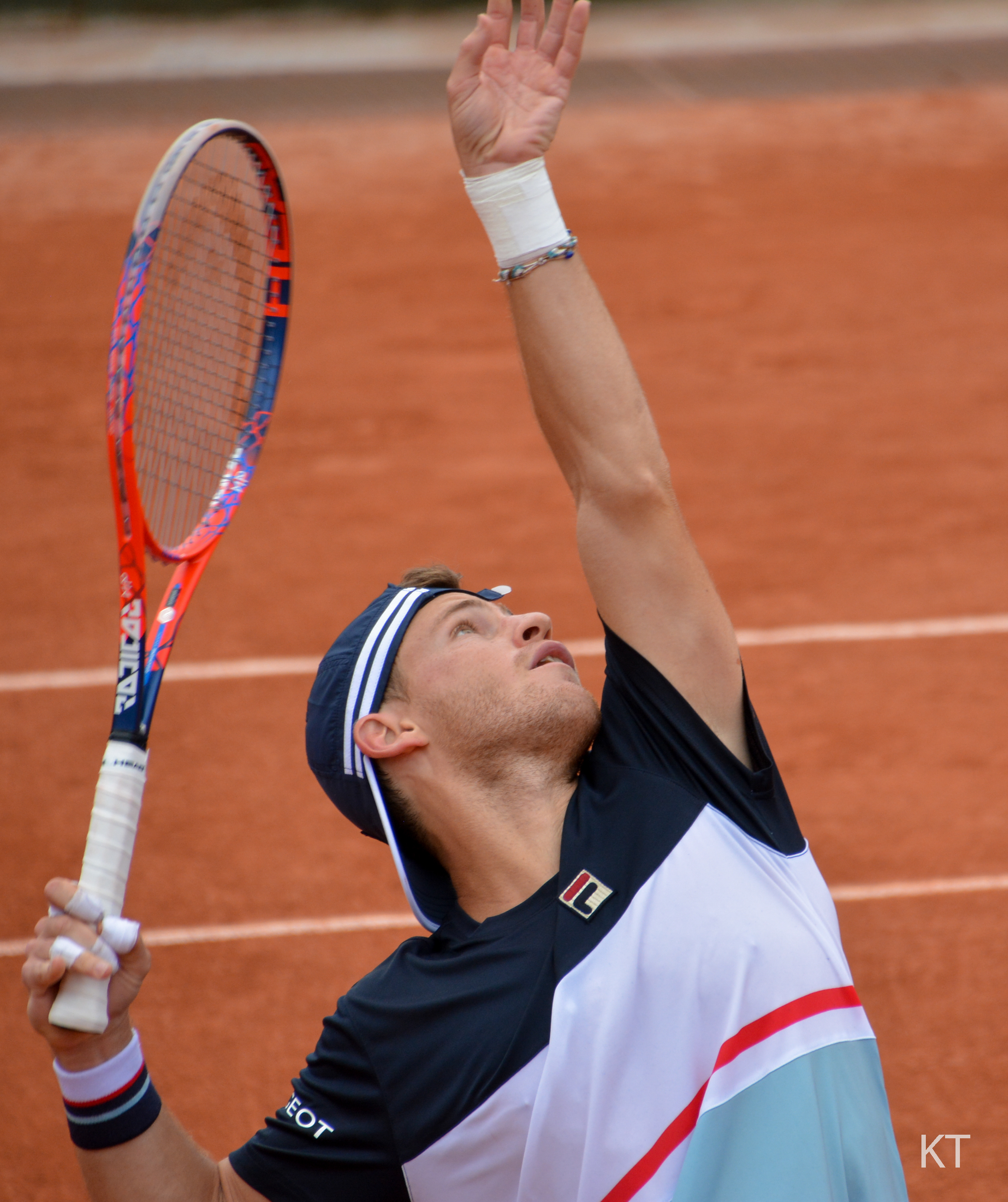
2018年ウィンブルドン選手権でのディエゴ・シュワルツマン

2018年の全豪オープンでは初の4回戦に進出したものの、世界ランキング1位のラファエル・ナダルに敗れた。2月のリオ・オープン決勝でフェルナンド・ベルダスコに6-2, 6-3で勝利し、ATP500初優勝となるツアー2勝目を挙げた。第11シードとして出場した全仏オープンは4回戦で第6シードのケビン・アンダーソンに1-6, 2-6, 7-5, 7-6(0), 6-2で逆転勝ちし、グランドスラムで2度目のベスト8進出を果たす。準々決勝は第1シードのラファエル・ナダルに第1セットを先取するも、雨天順延から再開後に逆転され6-4, 3-6, 2-6, 2-6で敗れた。年間最終ランキングは17位。

### 2019年 全仏ダブルスベスト4 全米ベスト8
全豪オープンでは3回戦でトマーシュ・ベルディハに敗れた。アルゼンチン・オープンでは単複ともに準優勝。BNPパリバ・オープンでは3回戦でラファエル・ナダルに敗れた。マイアミ・オープンでは初戦敗退。
モンテカルロ・マスターズでは2回戦敗退。バルセロナ・オープンとBMWオープンでは2回戦敗退。マドリード・オープンでは2回戦でジェレミー・シャルディーに敗れたが、ダブルスではドミニク・ティエムと組み、準優勝。BNLイタリア国際では準々決勝で錦織圭を破り、ベスト4入り。準決勝でノバク・ジョコビッチに敗れた。全仏オープンではシングルスで2回戦敗退したが、ダブルスではギド・ページャとペアを組み、ベスト4入りを果たした。

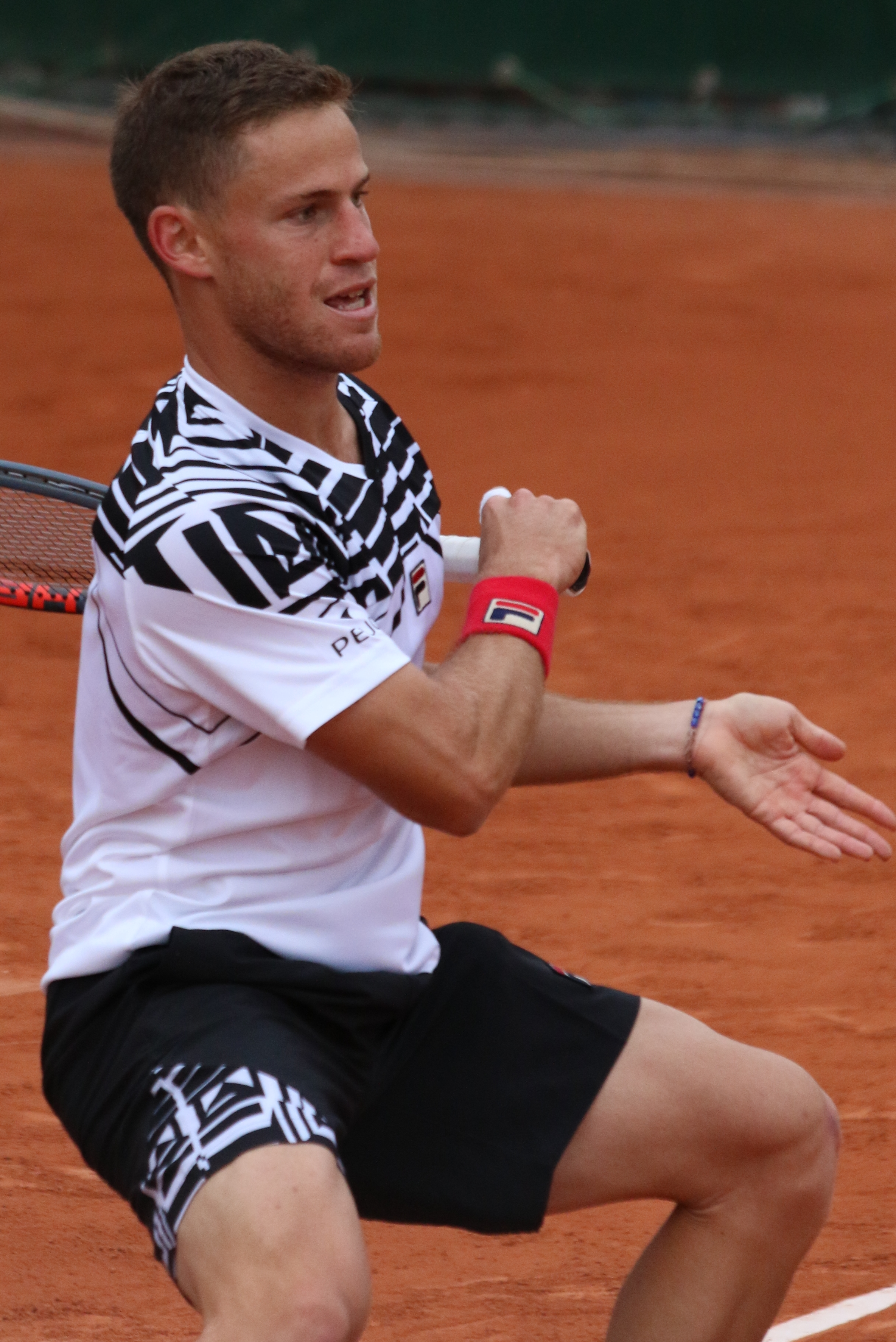
2019年全仏オープンでのディエゴ・シュワルツマン

クイーンズ・クラブ選手権では準々決勝でダニール・メドベージェフに敗れた。ウィンブルドン選手権では3回戦でマッテオ・ベレッティーニにフルセットで敗退。

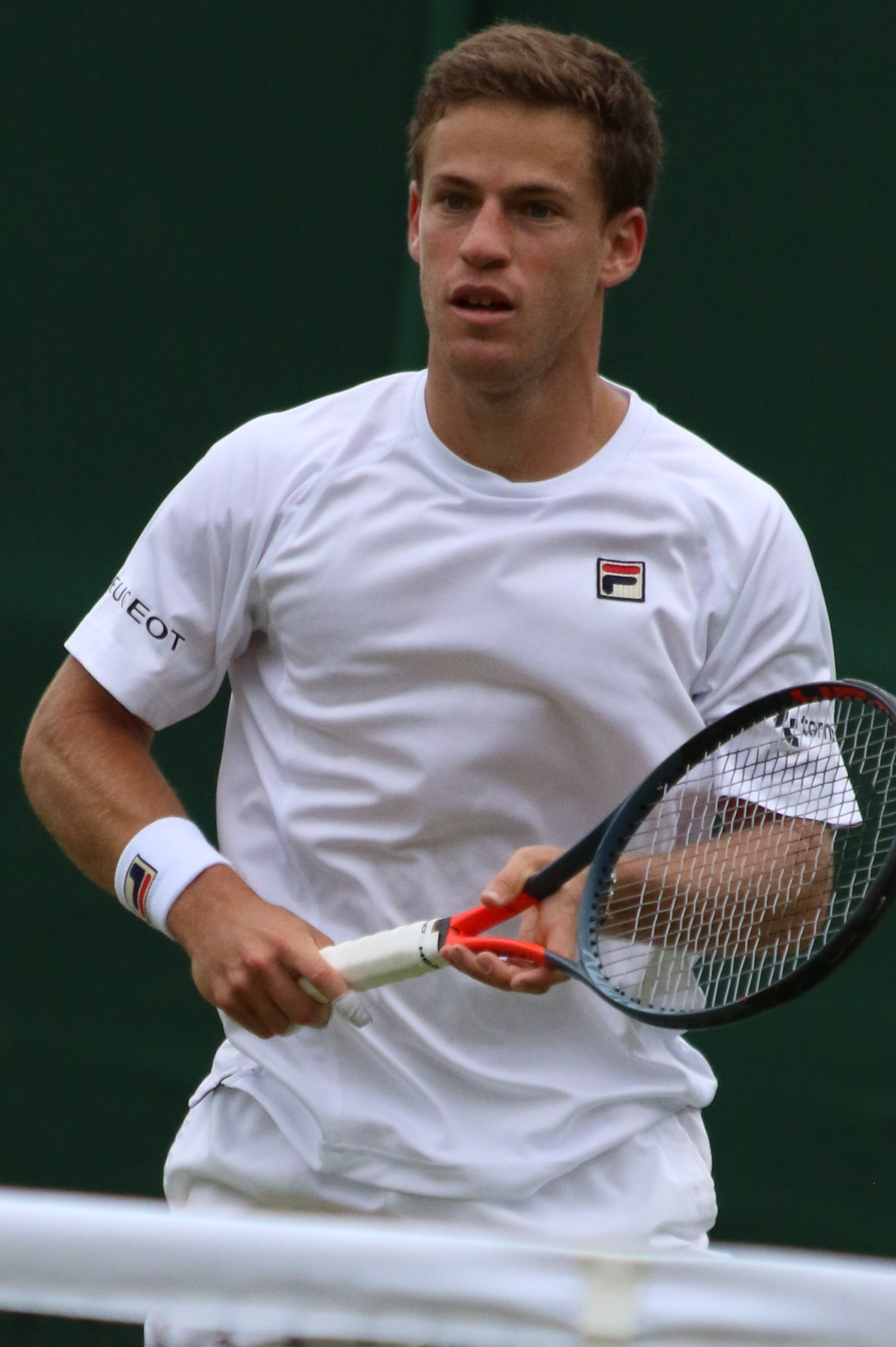
2019年ウィンブルドン選手権でのディエゴ・シュワルツマン

8月のアビエルト・メキシコ・ロス・カボスでは、決勝でテイラー・フリッツを7-6(6), 6-3で下して優勝。ナショナル・バンク・オープンでは2回戦でロベルト・バウティスタ・アグートに敗退。ウエスタン・アンド・サザン・オープンでは3回戦でリシャール・ガスケに敗退。全米オープンでは4回戦で第6シードのアレクサンダー・ズベレフに3-6, 6-2, 6-4, 6-3で勝利し、ベスト8入り。準々決勝ではラファエル・ナダルに敗れた。
10月の上海マスターズとヨーロピアン・オープンではそれぞれバセク・ポシュピシルとマリウス・コピルに敗退。しかし、エルステ・バンク・オープンでは決勝に進むが、ドミニク・ティエムに敗れて、準優勝。パリ・マスターズでカイル・エドマンドに初戦敗退。年間最終ランキングは14位。

### 2020年 全仏ベスト4 マスターズ準優勝 ATPファイナルズ初出場 世界8位
ATPカップではアルゼンチン代表のエースとして出場。グループステージを突破して準々決勝ではロシアのダニール・メドベージェフに敗れた。
全豪オープンでは第14シードとして出場して4回戦進出。4回戦では第2シードのノバク・ジョコビッチにストレートで敗れた。コルドバ・オープンでは決勝進出を遂げたが、決勝でクリスチャン・ガリンに敗れて準優勝。
3月より新型コロナウイルスの感染症の影響でツアーが中断した際にはサッカーゲームFIFA 20のオンライン大会を開催してドミニク・ティエムやサッカー選手のパウロ・ディバラらと共に参加。イベントの収益をアルゼンチンの赤十字を通して寄付した。
ツアー再開後のウエスタン・アンド・サザン・オープンでは2回戦敗退。全米オープンでは1回戦でキャメロン・ノリーに2セットアップからの相手の逆転で惜敗した。
BNLイタリア国際では準々決勝で赤土の王ラファエル・ナダルを下す快進撃を見せた。準決勝ではデニス・シャポバロフを破りマスターズ初の決勝進出。決勝ではノバク・ジョコビッチに敗れた。全仏オープンでも好調ぶりを発揮し、すべてストレート勝利でベスト8入りすると、準々決勝ではティエム相手に5時間8分にわたる激戦を7-6(1), 5-7, 6-7(6), 7-6(5), 6-2で制しグランドスラム初のベスト4進出。準決勝で優勝したナダルに3-6, 3-6, 6-7(0)のストレートで敗れ決勝進出とはならなかった。大会後のランキングで8位となりトップ10入りを果たした。
ケルンで臨時に開催された大会で決勝進出。決勝でアレクサンダー・ズベレフに敗れて準優勝。パリ・マスターズでは準々決勝でダニール・メドベージェフに敗れてベスト8入り。迎えた2020年ATPファイナルズではツアーファイナルズ初出場を果たした。「グループ東京1970」に割り当てされ、ノバク・ジョコビッチ、アレクサンダー・ズベレフ、ダニール・メドベージェフに敗れてラウンドロビン敗退。年間最終ランキングは9位。

### 2021年 ツアー4勝目
全豪オープンでは3回戦まで進出するも、予選通過者のアスラン・カラツェフに敗れた。その後の地元で開催されたアルゼンチン・オープンでは1セットも落とすことなく優勝して、ツアー4勝目を挙げた。マイアミ・オープンでは4回戦進出を果たしたがセバスチャン・コーダに敗れた。
モンテカルロ・マスターズでは同大会のダブルスではファビオ・フォニーニと組み、ベスト8まで進出した。昨年準優勝を果たしたローマ・マスターズでは1回戦でフェリックス・オジェ＝アリアシムに敗れた。全仏オープンでは第10シードとして出場し、準々決勝まで1セットも落とすことなく駒をベスト8まで進めたが、準々決勝ではクレーキングラファエル・ナダルに敗れた。
ウィンブルドンでは3回戦まで進出。初出場となった東京五輪では3回戦まで進出し、カレン・ハチャノフに敗退。全米オープンでは1セットを落とすことなく4回戦まで進出するも、フルセットの4時間19分に及ぶ熱戦の末に予選通過者のボーティック・ファン・デ・ザンツフルプに敗れた。
レーバー・カップでは世界選抜として出場してアンドレイ・ルブレフに敗れた。BNPパリバ・オープンでは準々決勝でキャメロン・ノリーに敗れた。ヨーロピアン・オープンでは決勝まで進出。決勝でヤニック・シナーに敗れて準優勝。パリ・マスターズで2回戦敗退し、シーズン終了。年間最終ランキングは13位。

### 2022年 マスターズダブルス準優勝
全豪オープンでは第13シードで出場するも、2回戦で世界ランキング175位のクリストファー・オコネルに敗れた。コルドバ・オープンではベスト4入り。アルゼンチン・オープンでは決勝進出。決勝ではキャスパー・ルードに敗れて、準優勝。リオ・オープンでも決勝進出。決勝でカルロス・アルカラスに敗れて2週連続準優勝。BNPパリバ・オープンでは3回戦でジョン・イズナーに敗れた。

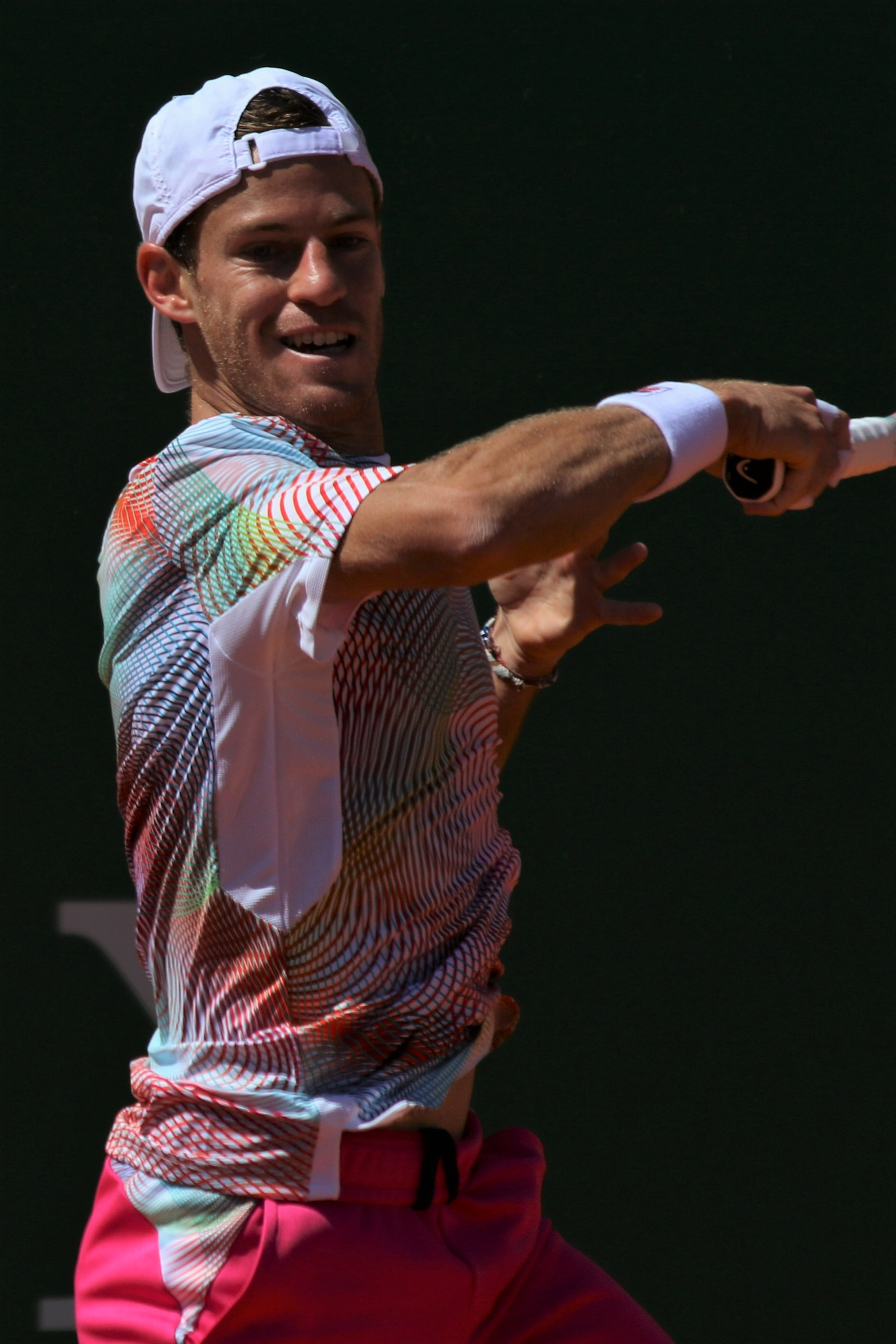
2022年モンテカルロ・マスターズでのディエゴ・シュワルツマン

モンテカルロ・マスターズではベスト8入り。準々決勝ではチチパスに2-6, 7-6(3), 4-0と最終セットでリードするも、6ゲームを連取され敗退。バルセロナ・オープンではベスト4入り。準決勝ではパブロ・カレーニョ・ブスタに敗れた。BNLイタリア国際ではジョン・イズナーと組み、マスターズ1000ダブルスで準優勝を果たした。全仏オープンでは第15シードとして出場して、3回戦で第18シードのグリゴール・ディミトロフを6-3, 6-1, 6-2で下すも、4回戦で第1シードかつディフェンディングチャンピオンのノバク・ジョコビッチに1-6, 3-6, 3-6のストレートで敗れた。
ウィンブルドン選手権では第12シードとして出場するも、2回戦でリアム・ブローディにフルセットの末に敗れた。ナショナル・バンク・オープンではアルベルト・ラモス＝ビノラスに初戦敗退。ウエスタン・アンド・サザン・オープンでは3回戦でステファノス・チチパスに敗れた。全米オープンでは第14シードとして出場し、1回戦のジャック・ソック戦では3-6, 5-7, 6-0, 1-0(途中棄権)で駒を進め、2回戦でアレクセイ・ポピリンを7-6(3), 7-5, 7-6(6)で勝利。3回戦では第22シードのフランシス・ティアフォーに6-7(7), 4-6, 4-6のストレートで敗れた。レーバーカップでは世界選抜として初優勝に貢献した。年間最終ランキングは25位。

### 2023年 ツアー通算250勝
1月、全豪オープンでは第23シードとして出場するも、2回戦でジェフリー・ジョン・ウルフに1-6, 4-6, 4-6のストレートで敗れた。
2月、コルドバ・オープンではフランシスコ・セルンドロ、アルゼンチン・オープンではベルナベ・サパタ・ミラジェス、リオ・オープンではドゥシャン・ラヨビッチにすべて初戦敗退。
3月、BNPパリバ・オープンでは2回戦でキャスパー・ルードに2-6, 3-6のストレートで敗れた。マイアミ・オープンでは2回戦でホルガ・ルーネに4-6, 2-6のストレートで敗退。
4月、モンテカルロ・マスターズではダビド・ゴファンを6-4, 6-2のストレートで破るも、2回戦でヤニック・シナー戦では0-6, 1-3の時点で途中棄権。バルセロナ・オープンでも2回戦でシナーに敗れた。マドリード・オープンではヒューゴ・グルニエに5-7, 4-6のストレートで初戦敗退。
5月、BNLイタリア国際ではマッテオ・アルナルディに1-6, 6-4, 3-6で初戦敗退。リヨン・オープンではブランドン・ナカシマに5-7, 3-6のストレートで初戦敗退。
6月、全仏オープンでは3回戦進出。3回戦では第5シードのステファノス・チチパスに2-6, 2-6, 3-6のストレートで敗れた。クイーンズ・クラブ選手権ではマッケンジー・マクドナルドに6-2, 6-4のストレートで勝利するも、2回戦でアレックス・デミノーに2-6, 2-6のストレートで敗れた。

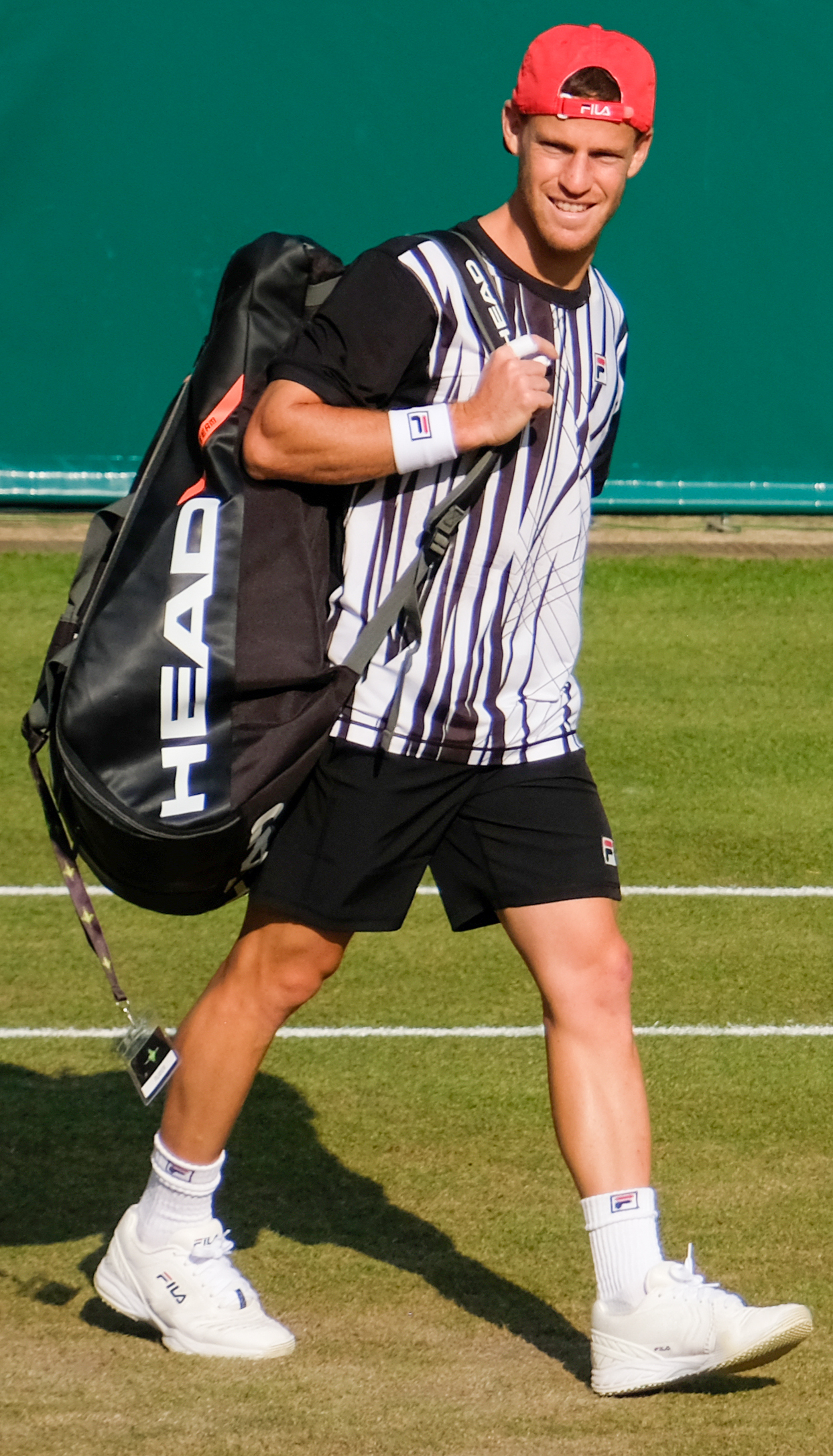
2023年ブードル・チャレンジャーでのディエゴ・シュワルツマン

7月、ウィンブルドン選手権では1回戦でミオミル・キツマノビッチを6-0, 6-3, 6-4のストレートで破り、初戦突破。2回戦ではシナーに5-7, 1-6, 2-6のストレートで敗れた。
8月、ムバダラ・シティDCオープンではマクドナルドに3-6, 3-6のストレートで初戦敗退。ナショナル・バンク・オープンでは予選を突破するも、トミー・ポールに3-6, 6-3, 4-6で初戦敗退。ウエスタン・アンド・サザン・オープンでは予選敗退。全米オープンではアーサー・リンダークネッシュに3-6, 4-6, 2-6のストレートで初戦敗退。
9月、珠海選手権ではアレックス・ボルトに3-6, 2-4の時点で途中棄権となり、初戦敗退。チャイナ・オープンではアレクサンダー・ズベレフに初戦敗退。
10月、上海マスターズではワイルドカードにより本戦出場。2回戦でイジー・レヘチカを6-4, 3-6, 6-2、3回戦でテイラー・フリッツを6-4, 3-6, 6-7(5)で下して、初の4回戦進出。4回戦ではニコラス・ジャリーに6-3, 5-7, 6-3で敗れた。ジャパン・オープンではフランシスコ・セルンドロを6-4, 6-1のストレートで勝利したことで、オープン以降、アルゼンチン人として10人目となるツアー通算250勝目を記録した。2回戦ではデミノーに0-6, 5-7のストレートで敗れ、続くスイス・インドアでもデミノーに4-6, 4-6のストレートで初戦敗退。年間最終ランキングは114位。

### 2024年 引退表明
全豪オープンでは予選から出場するも、デニス・クドラに6-7(7), 4-6のストレートで敗れ、2014年全豪オープン以来となる10年ぶりにグランドスラム本戦出場を逃した。その後4大会でワイルドカードにより、本戦出場をするも、すべて初戦敗退となり、5月には2025年を最後に引退を表明した。全仏オープンとウィンブルドン選手権でも予選で姿を消した。
全米オープンでは予選3試合を制して、今季初の四大大会本戦出場を果たすも、ガエル・モンフィスに7-6(2), 2-6, 2-6, 1-6の逆転で初戦敗退となった。年間最終ランキングは370位。

### 2025年 引退

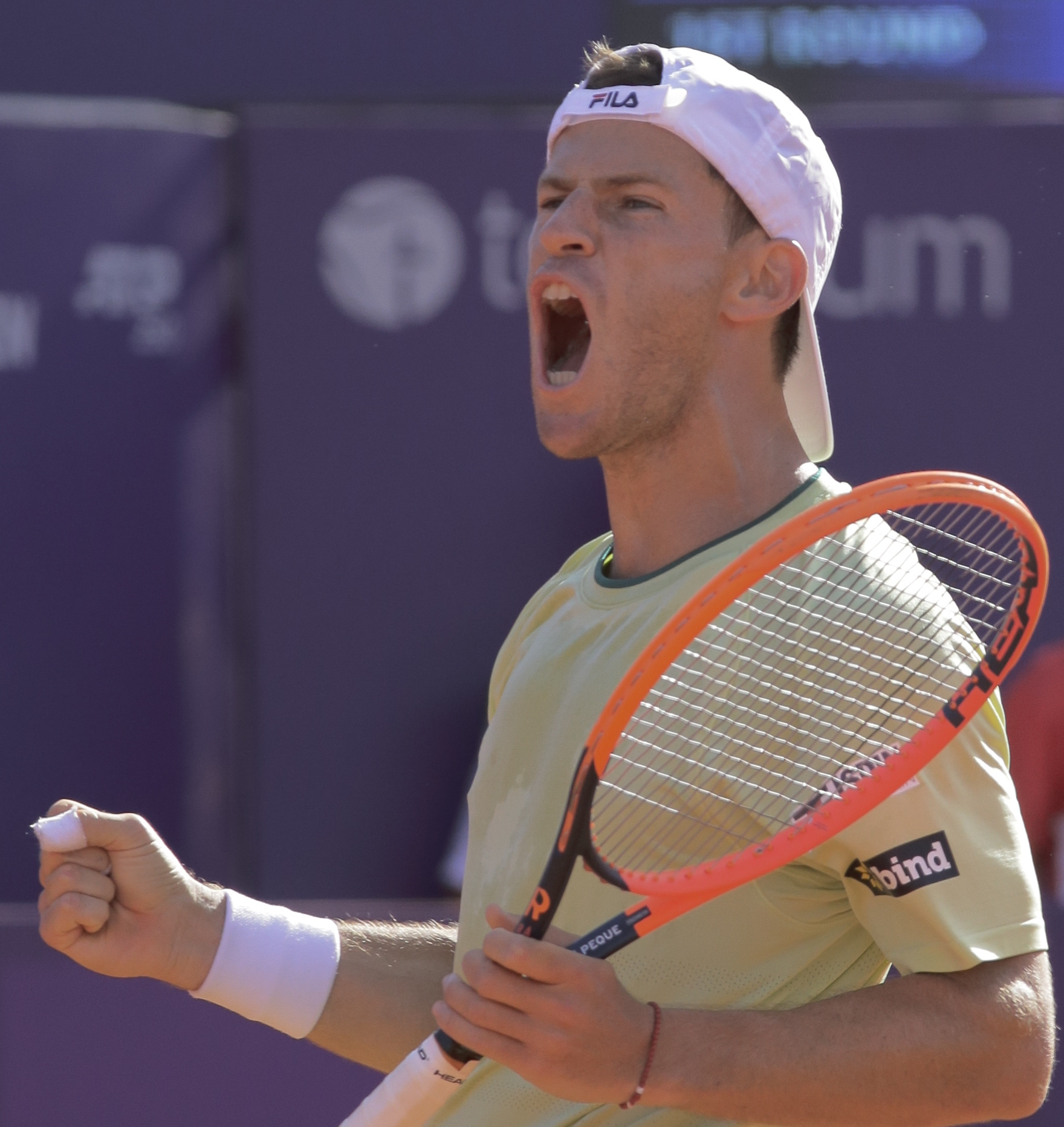
2025年アルゼンチン・オープンでのディエゴ・シュワルツマン

2月、地元のアルゼンチン・オープンで現役引退を表明し、ワイルドカード（主催者推薦）で出場することとなった。1回戦ではニコラス・ジャリーを7-6(12), 4-6, 6-3の熱戦の末に初戦突破を果たしたが、ペドロ・マルティネスに2-6, 2-6のストレートで敗れ、2回戦敗退となるとともに、現役最後の試合を終えコートに別れを告げた。

## 人物
男子プロテニス界では最小クラスだが、背の低さについて「僕は子どもの頃から常に他の選手より小さく、それでも勝てていた。だから、不利だと考えることは特になかったですね。別の武器を磨くことで、他の選手より強くなろうとしていました」と話している。自分の武器はムーブメントとリターンだと回答し、5セットマッチが得意だからグランドスラムで勝てるようになってきたとも説明している。
テニス界での親友はドミニク・ティエムで、ダブルスを組むこともある。
名前の由来は祖国のスーパースターであるディエゴ・マラドーナからとったもの。
まだ無名だった時に試合を巡るのに困窮していたので、試合の最中にブレスレットを売って費用を稼いでいで生計を立てていた。
兄妹が3人いる。1人目はコンピュータープログラマー、2人目は旅行代理店、3人目は弁護士をして働いている。

## ATPツアー決勝進出結果

### シングルス: 14回 (4勝10敗)
| 大会グレード                    |
| グランドスラム (0–0)            |
| ATPファイナルズ (0–0)           |
| ATPツアー・マスターズ1000 (0–1) |
| ATPツアー500 (1–2)              |
| ATPツアー250 (3–7)              |

| サーフェス別タイトル |
| ハード (1–5)         |
| クレー (3–5)         |
| 芝 (0–0)             |
| カーペット (0–0)     |

| 結果   | No. | 決勝日         | 大会             | サーフェス    | 対戦相手                         | スコア                  |
| ------ | --- | -------------- | ---------------- | ------------- | -------------------------------- | ----------------------- |
| 優勝   | 1.  | 2016年5月1日   | イスタンブール   | クレー        | グリゴール・ディミトロフ         | 6-7(5-7), 7-6(7-4), 6-0 |
| 準優勝 | 1.  | 2016年10月23日 | アントワープ     | ハード(室内)  | リシャール・ガスケ               | 6-7(4-7), 1-6           |
| 準優勝 | 2.  | 2017年10月22日 | アントワープ     | ハード(室内)  | ジョー＝ウィルフリード・ツォンガ | 3-6, 5-7                |
| 優勝   | 2.  | 2018年2月25日  | リオデジャネイロ | クレー        | フェルナンド・ベルダスコ         | 6-2, 6-3                |
| 準優勝 | 3.  | 2019年2月17日  | ブエノスアイレス | クレー        | マルコ・チェッキナート           | 1-6, 2-6                |
| 優勝   | 3.  | 2019年8月3日   | ロス・カボス     | ハード        | テイラー・フリッツ               | 7-6(8-6), 6-3           |
| 準優勝 | 4.  | 2019年10月27日 | ウィーン         | ハード (室内) | ドミニク・ティーム               | 6-3, 4-6, 3-6           |
| 準優勝 | 5.  | 2020年2月9日   | コルドバ         | クレー        | クリスチャン・ガリン             | 6-2, 4-6, 0-6           |
| 準優勝 | 6.  | 2020年9月21日  | ローマ           | クレー        | ノバク・ジョコビッチ             | 5-7, 3-6                |
| 準優勝 | 7.  | 2020年10月25日 | ケルン2 (en)     | ハード (室内) | アレクサンダー・ズベレフ         | 2-6, 1-6                |
| 優勝   | 4.  | 2021年3月7日   | ブエノスアイレス | クレー        | フランシスコ・セルンドロ         | 6-1, 6-2                |
| 準優勝 | 8.  | 2021年10月24日 | アントワープ     | ハード (室内) | ヤニック・シナー                 | 2-6, 2-6                |
| 準優勝 | 9.  | 2022年2月13日  | ブエノスアイレス | クレー        | キャスパー・ルード               | 7-5, 2-6, 3-6           |
| 準優勝 | 10. | 2022年2月20日  | リオデジャネイロ | クレー        | カルロス・アルカラス             | 4-6, 2-6                |

### ダブルス:5回 (0勝5敗)
| 結果   | No. | 決勝日        | 大会             | サーフェス | パートナー             | 対戦相手                                        | スコア                 |
| ------ | --- | ------------- | ---------------- | ---------- | ---------------------- | ----------------------------------------------- | ---------------------- |
| 準優勝 | 1.  | 2015年2月15日 | サンパウロ       | クレー     | パオロ・ロレンツィ     | フアン・セバスティアン・カバル ロベルト・ファラ | 4-6, 2-6               |
| 準優勝 | 2.  | 2016年5月1日  | イスタンブール   | クレー     | アンドレス・モルテーニ | フラビオ・チポッラ ドゥディ・セラ               | 3-6, 7-5, [7-10]       |
| 準優勝 | 3.  | 2019年2月17日 | ブエノスアイレス | クレー     | ドミニク・ティーム     | オラシオ・セバジョス マキシモ・ゴンサレス       | 1-6, 1-6               |
| 準優勝 | 4.  | 2019年5月11日 | マドリード       | クレー     | ドミニク・ティーム     | ホリア・テカウ ジャン＝ジュリアン・ロジェ       | 2-6, 3-6               |
| 準優勝 | 5.  | 2022年5月15日 | ローマ           | クレー     | ジョン・イスナー       | ニコラ・メクティッチ マテ・パビッチ             | 2-6, 7-6(8-6), [10-12] |

## 成績
略語の説明
| W | F | SF | QF | #R | RR | Q# | LQ | A | Z# | PO | G | S | B | NMS | P | NH |

W=優勝, F=準優勝, SF=ベスト4, QF=ベスト8, #R=#回戦敗退, RR=ラウンドロビン敗退, Q#=予選#回戦敗退, LQ=予選敗退, A=大会不参加, Z#=デビスカップ/BJKカップ地域ゾーン, PO=デビスカップ/BJKカッププレーオフ, G=オリンピック金メダル, S=オリンピック銀メダル, B=オリンピック銅メダル, NMS=マスターズシリーズから降格, P=開催延期, NH=開催なし.
| 大会           | 2013 | 2014 | 2015 | 2016 | 2017 | 2018 | 2019 | 2020 | 2021 | 2022 | 2023 | 2024 | 2025 | 通算成績 |
| -------------- | ---- | ---- | ---- | ---- | ---- | ---- | ---- | ---- | ---- | ---- | ---- | ---- | ---- | -------- |
| 全豪オープン   | LQ   | LQ   | 1R   | 1R   | 2R   | 4R   | 3R   | 4R   | 3R   | 2R   | 2R   | LQ   | A    | 13–9     |
| 全仏オープン   | LQ   | 2R   | 2R   | 1R   | 3R   | QF   | 2R   | SF   | QF   | 4R   | 3R   | LQ   | A    | 23–10    |
| ウィンブルドン | A    | A    | 1R   | 1R   | 1R   | 2R   | 3R   | NH   | 3R   | 2R   | 2R   | LQ   | A    | 7–8      |
| 全米オープン   | LQ   | 1R   | 2R   | 1R   | QF   | 3R   | QF   | 1R   | 4R   | 3R   | 1R   | 1R   | A    | 16–11    |

### 大会最高成績
| 大会                 | 成績 | 年               |
| -------------------- | ---- | ---------------- |
| ATPファイナルズ      | RR   | 2020             |
| インディアンウェルズ | QF   | 2021             |
| マイアミ             | 4R   | 2021             |
| モンテカルロ         | QF   | 2017, 2022       |
| マドリード           | 3R   | 2018             |
| ローマ               | F    | 2020             |
| カナダ               | QF   | 2017             |
| シンシナティ         | 3R   | 2019, 2021, 2022 |
| 上海                 | 4R   | 2023             |
| パリ                 | QF   | 2020             |
| オリンピック         | 3R   | 2021             |
| デビスカップ         | SF   | 2015             |
| ATPカップ            | QF   | 2020             |